# Житинь
Житинь (біл. Жыцін) — село в Білорусі, у Жабинківському районі Берестейської області. Орган місцевого самоврядування — Степанківська сільська рада.

## Географія
Розташоване за 11 км на північ від Жабинки.

## Історія
У XVII столітті маєтком у селі володіли Мосальські. У 1930-х роках у селі діяла філія «Просвіти» та український кооператив «Добробут».

## Населення
За переписом населення Білорусі 2009 року чисельність населення села становила 67 осіб.